# Beaumotte-Aubertans
Pour les articles homonymes, voir Beaumotte.
Beaumotte-Aubertans est une commune française située dans le département de la Haute-Saône, en Franche-Comté, dans la région administrative Bourgogne-Franche-Comté.

## Géographie
La commune est traversée par la Quenoche au nord qui y reçoit les eaux de l'Authoison et longée au sud par l'Ognon. Elle possède un territoire de forêts de près de 800 hectares.
Le village d'Aubertans est traversé par la D 82 reliant la N 57 à hauteur de Quenoche à Loulans-Verchamp. Quant au village de Beaumotte, il est traversé par la D 31. Enfin, la D 15 reliant l'Est à l'Ouest de la Haute-Saône traverse la commune.

### Transports
La commune est desservie par la ligne de bus Mobigo la reliant à Vesoul.

### Climat
Pour des articles plus généraux, voir Climat de la Bourgogne-Franche-Comté et Climat de la Haute-Saône.
En 2010, le climat de la commune est de type climat des marges montargnardes, selon une étude du Centre national de la recherche scientifique s'appuyant sur une série de données couvrant la période 1971-2000. En 2020, Météo-France publie une typologie des climats de la France métropolitaine dans laquelle la commune est exposée à un climat semi-continental et est dans la région climatique  Lorraine, plateau de Langres, Morvan, caractérisée par un hiver rude (1,5 °C), des vents modérés et des brouillards fréquents en automne et hiver. 
Pour la période 1971-2000, la température annuelle moyenne est de 10,5 °C, avec une amplitude thermique annuelle de 17,5 °C. Le cumul annuel moyen de précipitations est de 1 064 mm, avec 12,7 jours de précipitations en janvier et 9,8 jours en juillet. Pour la période 1991-2020, la température moyenne annuelle observée sur la station météorologique de Météo-France la plus proche, « Rioz », sur la commune de Rioz à 8 km à vol d'oiseau, est de 11,2 °C et le cumul annuel moyen de précipitations est de 1 084,6 mm. 
La température maximale relevée sur cette station est de 39,6 °C, atteinte le 25 juillet 2019 ; la température minimale est de −21,8 °C, atteinte le 20 décembre 2009,,. 
Les paramètres climatiques de la commune ont été estimés pour le milieu du siècle (2041-2070) selon différents scénarios d'émission de gaz à effet de serre à partir des nouvelles projections climatiques de référence DRIAS-2020. Ils sont consultables sur un site dédié publié par Météo-France en novembre 2022.

## Urbanisme

### Typologie
Au 1er janvier 2024, Beaumotte-Aubertans est catégorisée commune rurale à habitat dispersé, selon la nouvelle grille communale de densité à sept niveaux définie par l'Insee en 2022.
Elle est située hors unité urbaine. Par ailleurs la commune fait partie de l'aire d'attraction de Besançon, dont elle est une commune de la couronne,. Cette aire, qui regroupe 310 communes, est catégorisée dans les aires de 200 000 à moins de 700 000 habitants,.

### Occupation des sols
L'occupation des sols de la commune, telle qu'elle ressort de la base de données européenne d’occupation biophysique des sols Corine Land Cover (CLC), est marquée par l'importance des forêts et milieux semi-naturels (57,9 % en 2018), une proportion identique à celle de 1990 (57,9 %). La répartition détaillée en 2018 est la suivante : 
forêts (57,9 %), terres arables (17,8 %), prairies (15,8 %), zones agricoles hétérogènes (6,3 %), zones urbanisées (2,2 %). L'évolution de l’occupation des sols de la commune et de ses infrastructures peut être observée sur les différentes représentations cartographiques du territoire : la carte de Cassini (XVIIIe siècle), la carte d'état-major (1820-1866) et les cartes ou photos aériennes de l'IGN pour la période actuelle (1950 à aujourd'hui).

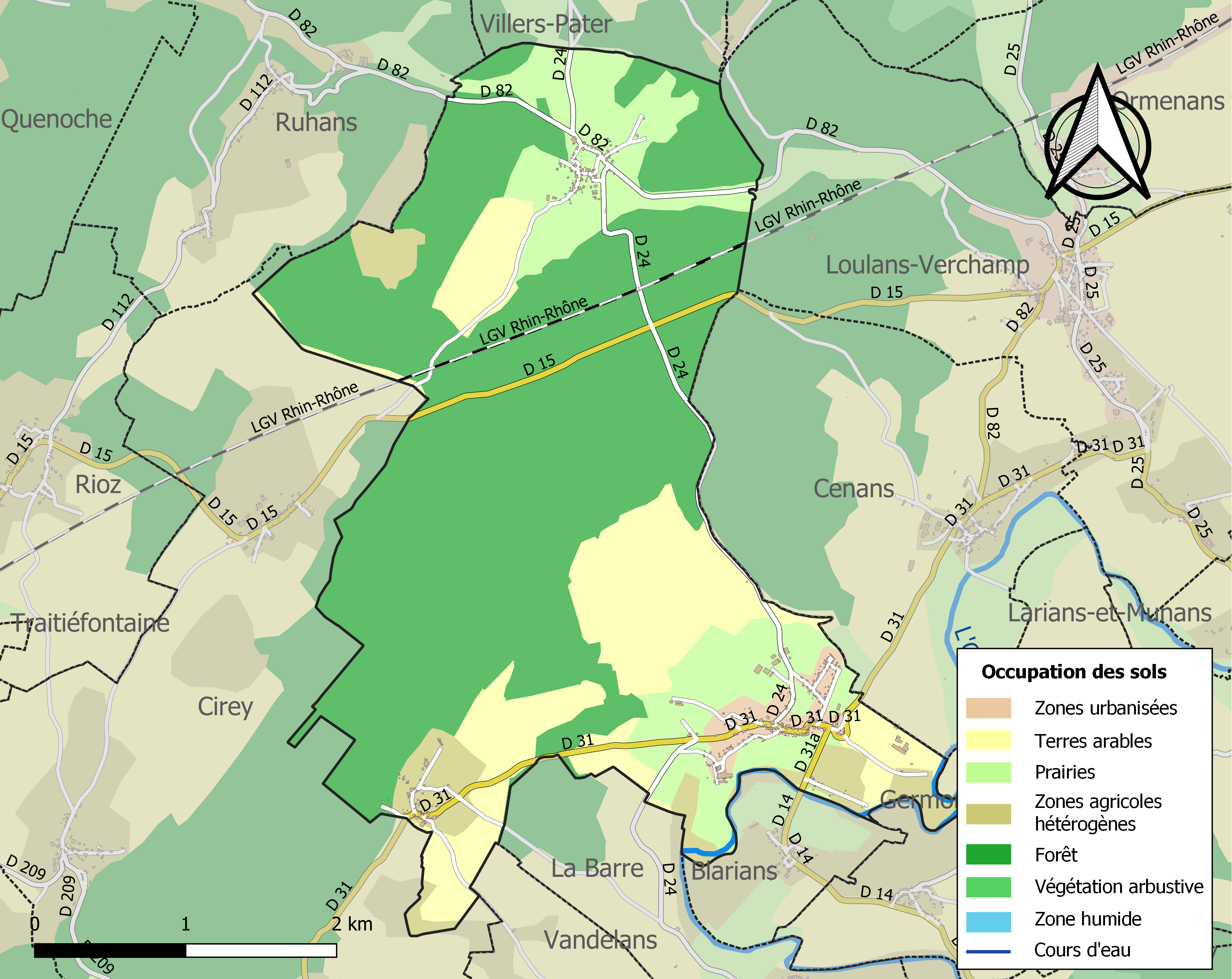
Carte des infrastructures et de l'occupation des sols de la commune en 2018 (CLC).

## Histoire
Au début du XIXe siècle, en décembre 1805, Nicolas Gauthier achète aux héritiers du maître de forges Bricon la forge de Beaumotte qui comprend tireries, martinet, moulin, usine, écluse et le cours d'eau. En novembre 1806 le même Gauthier achète la forge d'Aubertans. Son fils Joseph Gauthier bâtit une fortune considérable et est surnommé « le Napoléon des Forges » . En 1829, il est le 12e contribuable de Haute-Saône. Il finit ruiné par la crise de 1840. La forge s'est transformée par la suite en tréfilerie jusqu'aux années 1860, puis en papeterie et actuellement la société Gindro, spécialisée dans la tôlerie.
La commune naît en 1973 de la fusion des villages de Beaumotte-lès-Montbozon et d'Aubertans, d'abord sous le nom de Beaumotte-lès-Montbozon-et-Aubertans, qui resta jusqu'en 1977.

## Héraldique
|  | Les armes de la commune se blasonnent ainsi : D’or fretté de gueules. |

## Politique et administration
| Période   | Période   | Identité       | Étiquette | Qualité                                                                     |
| --------- | --------- | -------------- | --------- | --------------------------------------------------------------------------- |
| 1983      | mars 2001 | André Chevrier | UDF       | Exploitant agricole - Conseiller général du canton de Montbozon (1992-2004) |
| mars 2001 | en cours  | Ginette Parent |           |                                                                             |

## Démographie
En 2022, Beaumotte-Aubertans comptait 476 habitants. À partir du XXIe siècle, les recensements réels des communes de moins de 10 000 habitants ont lieu tous les cinq ans. Les autres « recensements » sont des estimations.
| 1793 | 1800 | 1806 | 1821 | 1831 | 1836 | 1841 | 1846 | 1851 |
| ---- | ---- | ---- | ---- | ---- | ---- | ---- | ---- | ---- |
| 383  | 384  | 386  | 587  | 781  | 736  | 566  | 499  | 493  |

| 1856 | 1861 | 1866 | 1872 | 1876 | 1881 | 1886 | 1891 | 1896 |
| ---- | ---- | ---- | ---- | ---- | ---- | ---- | ---- | ---- |
| 494  | 417  | 390  | 363  | 336  | 493  | 278  | 316  | 312  |

| 1901 | 1906 | 1911 | 1921 | 1926 | 1931 | 1936 | 1946 | 1954 |
| ---- | ---- | ---- | ---- | ---- | ---- | ---- | ---- | ---- |
| 284  | 290  | 311  | 234  | 274  | 239  | 223  | 231  | 181  |

| 1962 | 1968 | 1975 | 1982 | 1990 | 1999 | 2006 | 2008 | 2013 |
| ---- | ---- | ---- | ---- | ---- | ---- | ---- | ---- | ---- |
| 163  | 173  | 248  | 304  | 345  | 383  | 467  | 487  | 442  |

| 2018 | 2022 | - | - | - | - | - | - | - |
| ---- | ---- | - | - | - | - | - | - | - |
| 471  | 476  | - | - | - | - | - | - | - |

## Lieux et monuments
- L'église Sainte-Cécile de Beaumotte qui a la particularité de ne pas avoir de clocher ; la cloche a été installée au sol à droite de l'entrée.
- L'église Saint-Martin d'Aubertans avec son clocher comtois.
- Le pont sur l'Ognon qui rejoint la commune de Blarians.
- Les ponts sur la Quenoche à Aubertans.
- La fontaine du Magny.

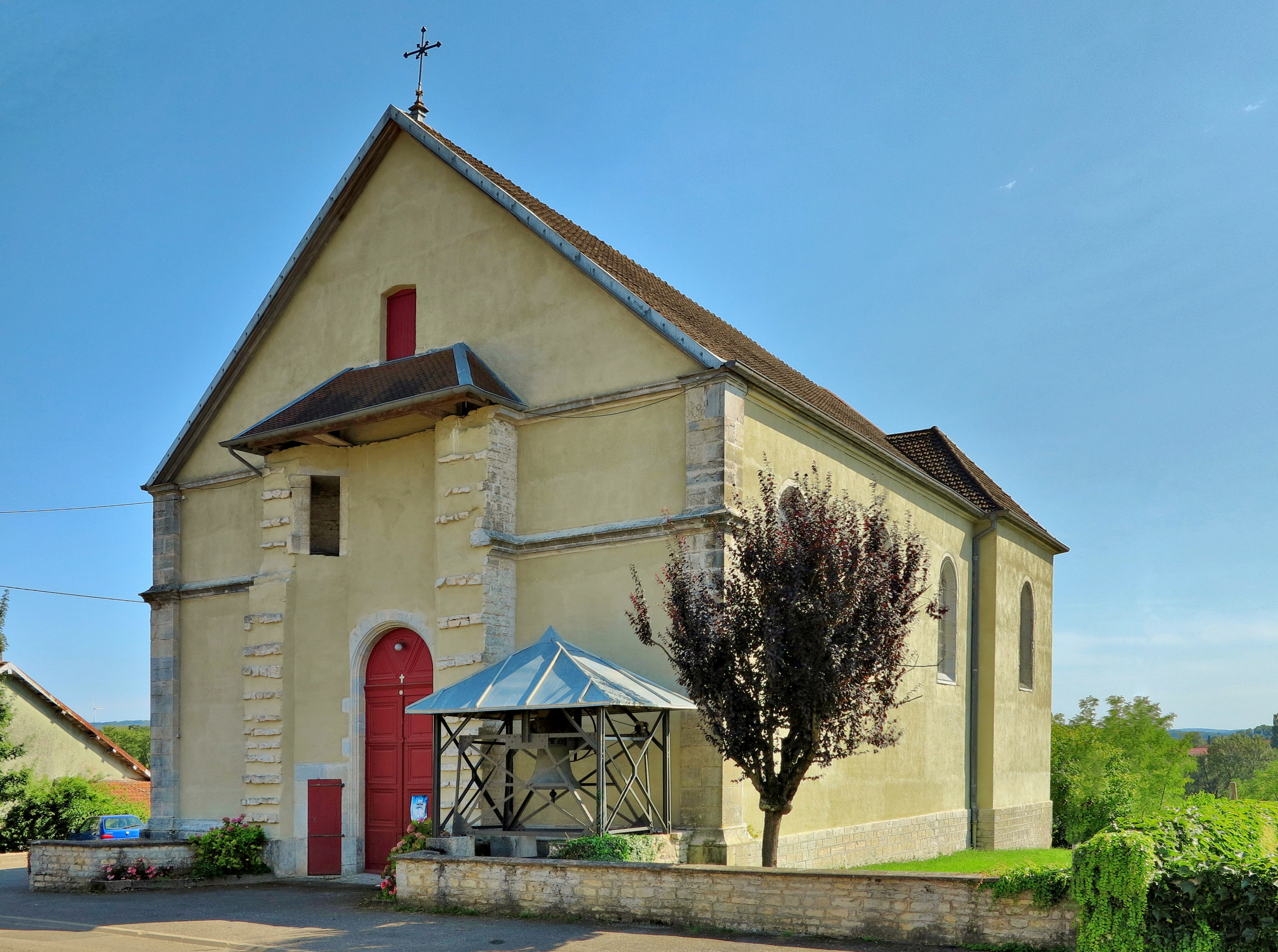
L'église Sainte-Cécile de Beaumotte-lès-Montbozon.
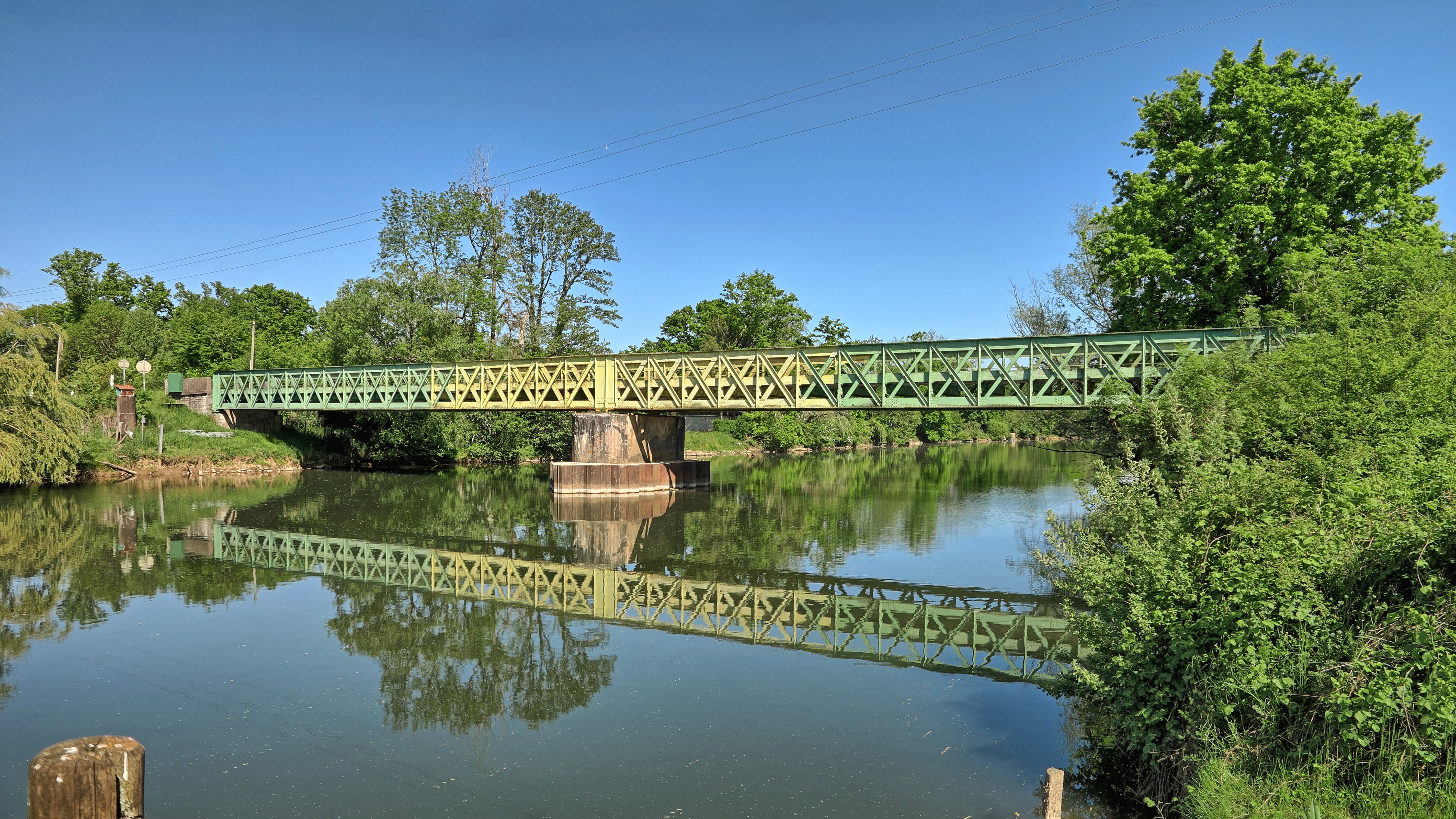
Le pont sur l'Ognon.
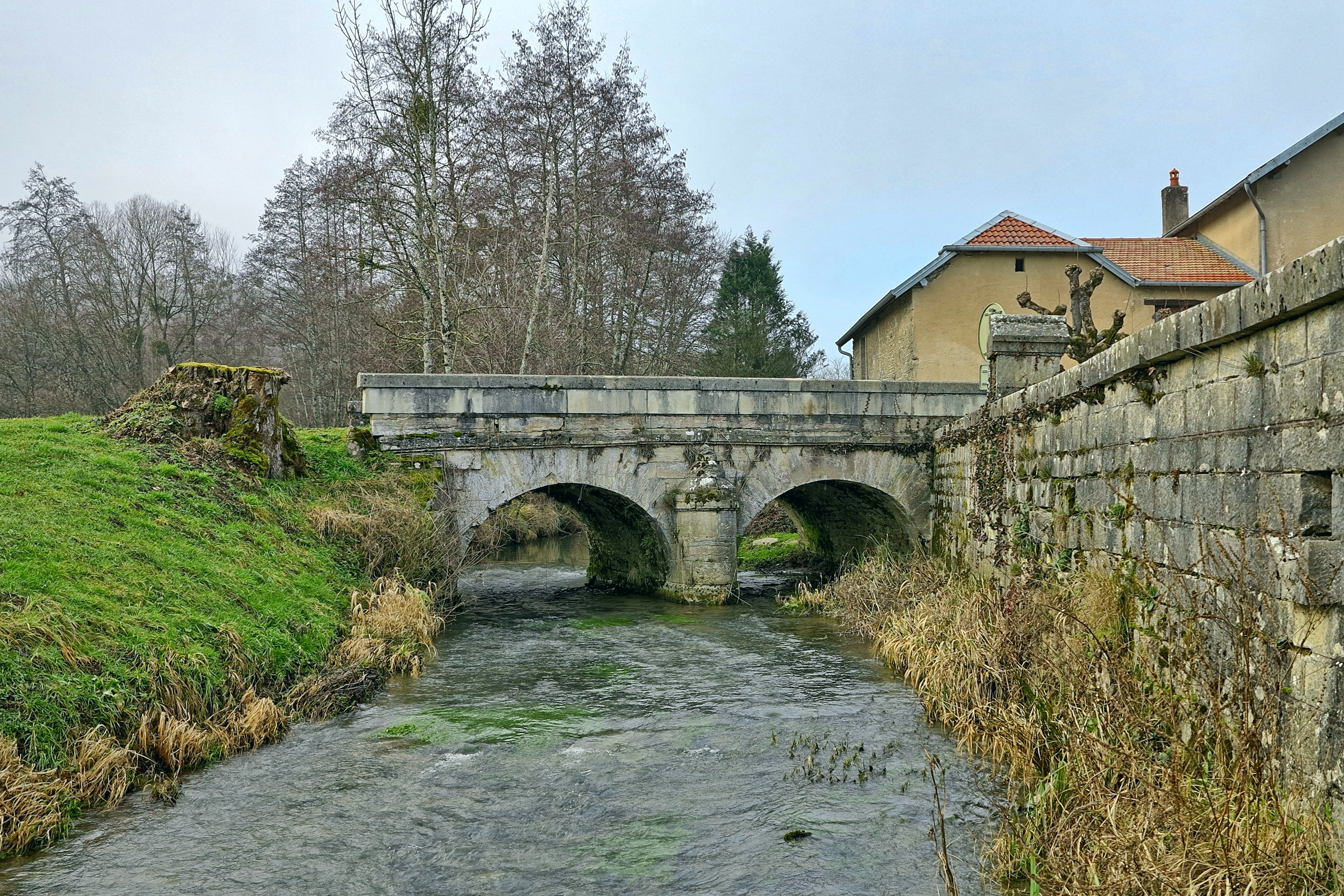
Pont sur la Quenoche à Aubertans.
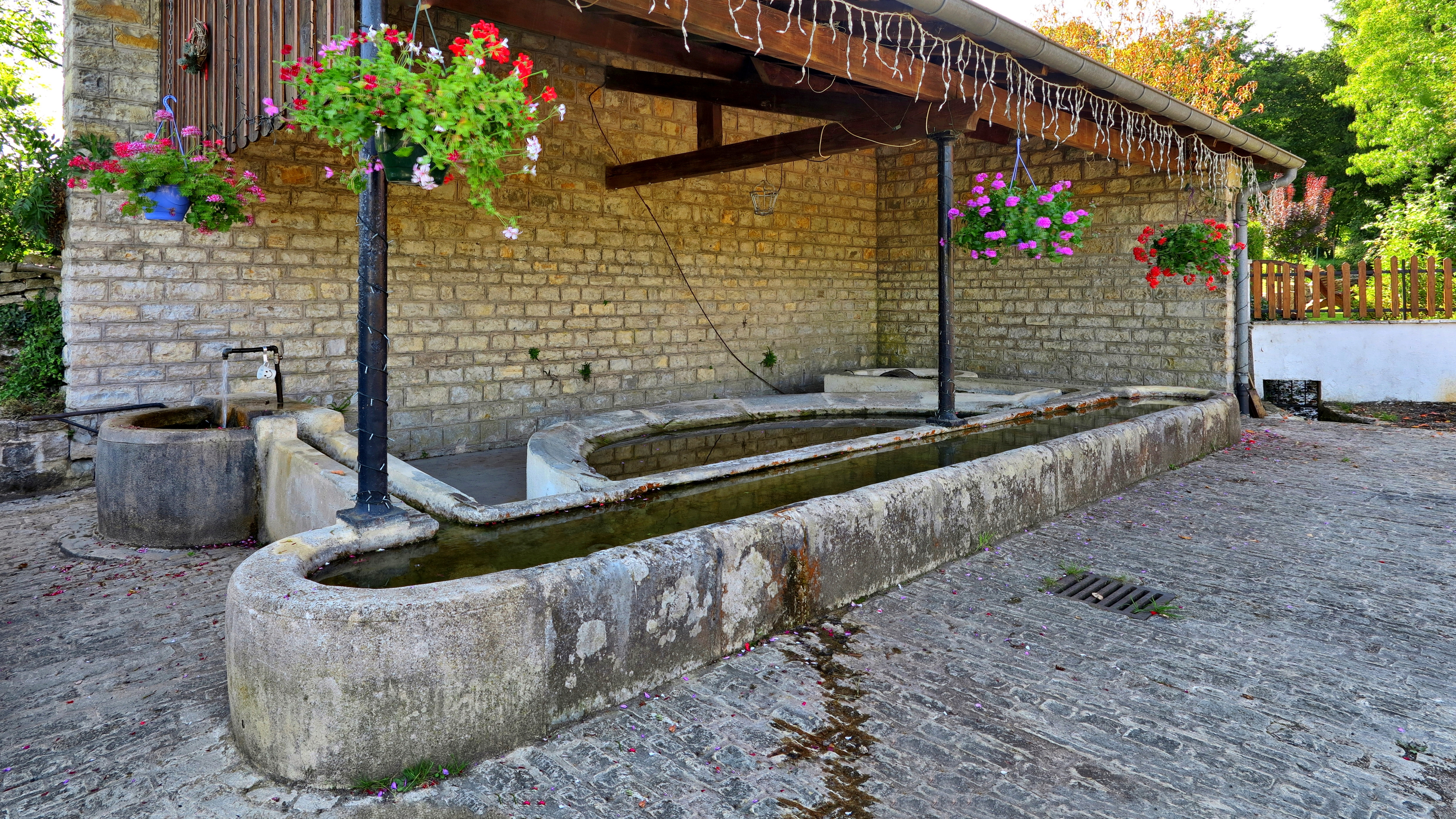
La fontaine-lavoir du Magny.